# Saint-Cyr (película)
 Saint-Cyr  es una película dramática de época francesa de 2000 dirigida por Patricia Mazuy y protagonizada por Isabelle Huppert. Se proyectó en la sección Un Certain Regard del Festival de Cine de Cannes de 2000. Fue adaptada de la novela La maison d'Esther de Yves Dangerfield.

## Sinopsis
La esposa del rey Luis XIV funda un colegio de internas, donde las jóvenes aprenden a labrar su propio destino.

## Reparto
- Isabelle Huppert como Madame de Maintenon
- Jean-Pierre Kalfon como Luis XIV
- Simon Reggiani
- Jean-François Balmer como Racine
- Anne Marev as Madame como Brinon
- Ingrid Heiderscheidt como Sylvine de la Maisonfort
- Nina Meurisse como Lucie de Fontenelle
- Morgane Moré como Anne de Grandcamp
- Bernard Waver como Gobelin
- Jérémie Renier como François de Réans
- Jeanne Le Bigot como Lucie (niña)
- Mathilde Lechasles como Anne (niña)
- Alain Hinard

## Banda sonora
La partitura de la película fue compuesta por el compositor galés y exmiembro de The Velvet Underground, John Cale. Fue arreglada por Randy Wolf y lanzada como un álbum de banda sonora.